# Nangal Dewat
Nangal Dewat is een census town in het district New Delhi van het Indiase unieterritorium Delhi. Het ligt ten zuidoosten van het Indira Gandhi International Airport.

## Demografie
Volgens de Indiase volkstelling van 2001 wonen er 13.168 mensen in Nangal Dewat, waarvan 56% mannelijk en 44% vrouwelijk is. De plaats heeft een alfabetiseringsgraad van 64%.